# Boswellia elongata
Boswellia elongata är en tvåhjärtbladig växtart som beskrevs av Isaac Bayley Balfour. Boswellia elongata ingår i släktet Boswellia och familjen Burseraceae. Inga underarter finns listade i Catalogue of Life.